# Pukkeenegak
Na mitologia inuit Pukkeenegak é a deusa das crianças, da gravidez, do parto e da costura.